# Księstwo Siedmiogrodu
Księstwo Siedmiogrodu (łac. Principatus Transsilvaniae, węg. Erdélyi Fejedelemség, niem. Fürstentum Siebenbürgen, rum. Principatul Transilvaniei) − państwo zależne od Imperium Osmańskiego, powstałe z przekształcenia Wschodniego Królestwa Węgier i istniejące w latach 1570–1711.

## Tło powstania

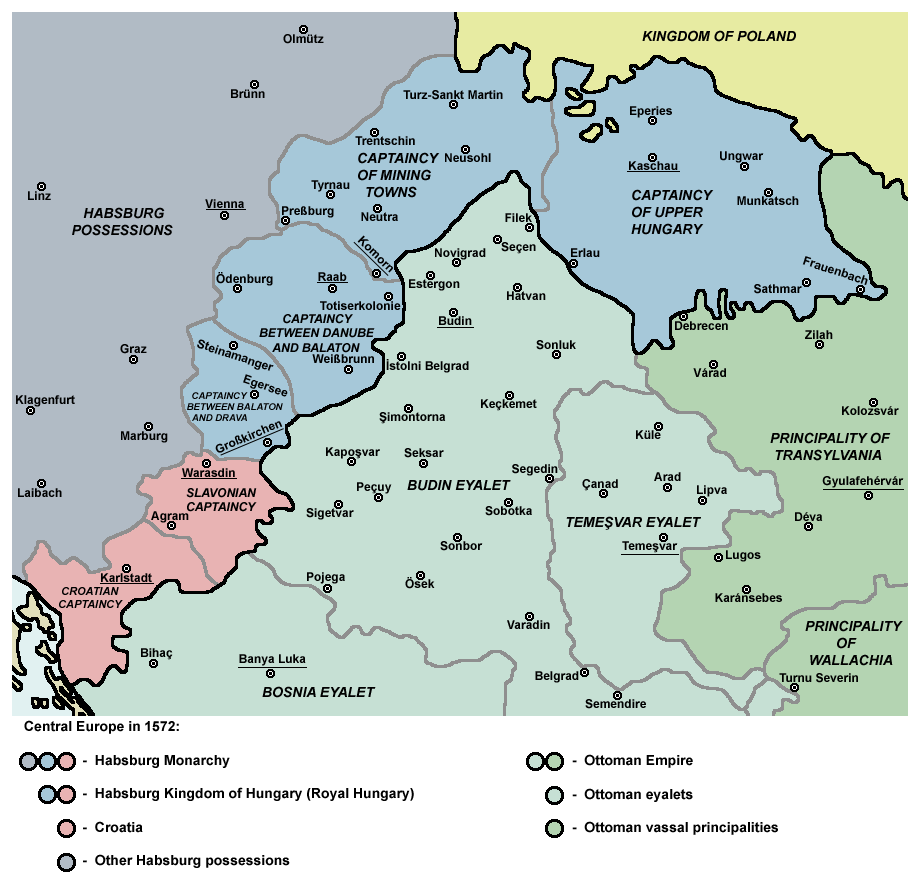
Mapa Europy centralnej w 1572: Królestwo Węgierskie pod panowaniem Habsburgów (Królewskie Węgry), Chorwacja Habsburgów, Osmańska Prowincja Budin, Osmańskie państwo Timișoara

29 sierpnia 1526 roku wojska sułtana Sulejmana Wspaniałego zadały w bitwie pod Mohaczem armii węgierskiej dotkliwe straty, zginął także młody król Ludwik II Jagiellończyk. Z niewyjaśnionych powodów posiłki węgierskie Jana Zápolyi nie dotarły na pole bitwy. Po klęsce szlachta węgierska ogłosiła Jana Zápolyę, jako najsilniejszego i najbardziej szanowanego magnata, królem Węgier. Po tym wydarzeniu zaprotestował szwagier Ludwika, Ferdynand I Habsburg, który miał zgodnie z układem wiedeńskim objąć tron węgierski po Jagiellonach. Zápolya uzyskał wsparcie u niedawnego wroga, Sulejmana, który wmieszał się w konflikt węgierski. Ostatecznie Ferdynand uznał Zápolyę za dożywotniego króla Węgier, samemu zadowalając się zobowiązaniem Węgier do zostania jego następcą. Po śmierci Zápolyi szlachta obwołała jednak królem syna Zápolyi, Jana II, co spowodowało inwazję austriacką, a następnie turecką. Sulejman zajął Budę i centralne Węgry w 1541 roku. Jan II, pod zwierzchnictwem tureckim, zachował władzę nad częścią wschodnią (Wschodnie Królestwo Węgier), natomiast Habsburgowie uzyskali zachodnią (Królewskie Węgry). Na mocy układu w Spirze z 1570 roku Jan Zygmunt zrzekł się tytułu królewskiego i jako władca wschodniej części Królestwa Węgier został pierwszym księciem Siedmiogrodu.

## Księstwo Siedmiogrodu

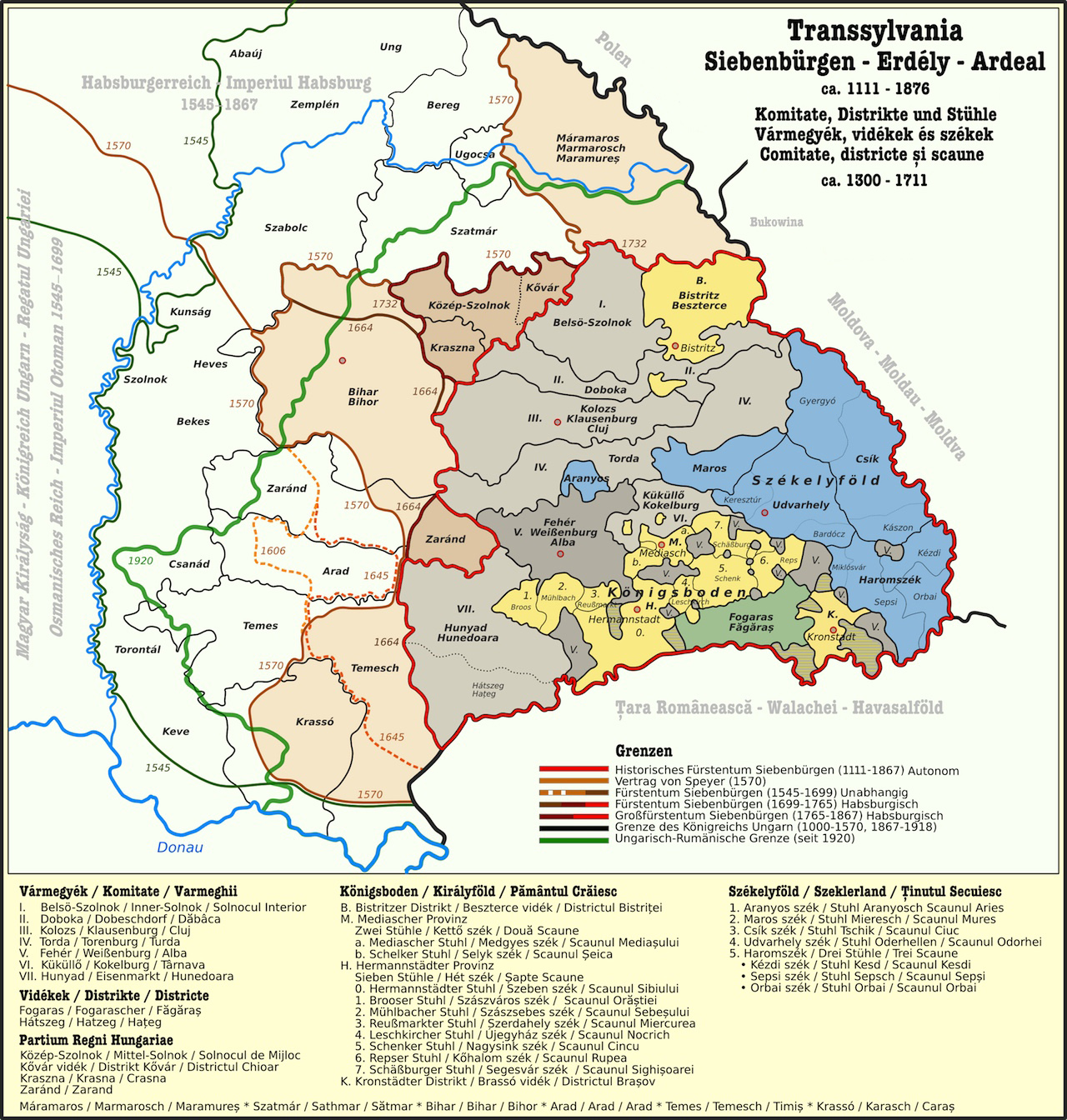
Podział i zmiany granic Siedmiogrodu na przestrzeni wieków

Po śmierci Jana II władzę nad Siedmiogrodem przejął ród Báthory, który panował do roku 1601. Pierwszym z książąt został późniejszy polski król Stefan Batory. Siedmiogrodzki parlament edyktem z Turdy wprowadził swobodę religijną i tolerancję dla wszystkich głównych wyznań obecnych w państwie siedmiogrodzkim. W 1601 roku księstwo przejściowo znalazło się pod władzą Rudolfa II Habsburga, który usiłował zaprowadzić w księstwie kontrreformację. W latach 1604–1606 Stefan Bocskay przeprowadził udane powstanie przeciwko panowaniu austriackiemu i został wybrany 5 kwietnia 1603 roku księciem Siedmiogrodu. 23 czerwca 1606 roku zawarł tzw. traktat wiedeński, który przywracał swobodę religijną i polityczną autonomię, ustanawiał zwrot skonfiskowanych majątków, „naprawę krzywd”, amnestię dla Węgrów na Królewskich Węgrzech oraz uznawał władcę za suwerennego księcia w powiększonym terytorialnie księstwie.
Pod rządami następców Bocskaya Siedmiogród przeżywał swój złoty wiek, głównie w okresie rządów Gábora Bethlena i Jerzego I Rakoczego. Gábor Bethlen, który rządził od 1613 do 1629 roku, odpierał kilkukrotnie ataki cesarskie, był także dwukrotnie obwoływany królem Węgier. Sukcesami polityki siedmiogrodzkiej były ustępstwa cesarza zawarte w Nikolsburgu i Linzu. Bethlen i Jerzy I kładli duży nacisk na rozwój nauki i kultury.
Od upadku Nagyváradu w 1660 roku rozpoczął się wzrost znaczenia Habsburgów w Siedmiogrodzie. W kwietniu 1661 roku, za rządów księcia Janosa Kemenyego, parlament ogłosił zerwanie z Turcją i zwrócił się o pomoc do Habsburgów. Po klęsce Turków w bitwie wiedeńskiej (1683), Habsburgowie stopniowo zwiększali swoją władzę nad formalnie autonomicznym Siedmiogrodem. Do 1690 roku austriacka armia cesarza Leopolda I Habsburga opanowała całkowicie Siedmiogród a Leopold przyjął tytuł księcia tej krainy. W 1711 roku Habsburgowie wprowadzili do Siedmiogrodu własnego gubernatora, likwidując jego autonomię.